# Yves Jégo
Yves Jégo (ur. 17 kwietnia 1961 w Besançon) – francuski polityk i prawnik, samorządowiec, parlamentarzysta, sekretarz stanu w rządzie François Fillona.

## Życiorys
Z wykształcenia prawnik, uzyskał także dyplom DEA z zakresu nauk politycznych. Pracował jako konsultant zawodowy i wydawca, podjął w 2010 praktykę adwokacką. W 1979 przystąpił do gaullistowskiego Zgromadzenia na rzecz Republiki. Z tym ugrupowaniem współtworzył w 2002 Unię na rzecz Ruchu Ludowego. Obejmował szereg funkcji w administracji lokalnej i regionalnej. W 1990 po raz pierwszy został radnym miejscowości Montereau-Fault-Yonne, od 1995 wybierany na urząd jej burmistrza. W latach 1998–1999 był radnym departamentu Sekwana i Marna, a w latach 2010–2011 radnym regionu Île-de-France. W wyborach parlamentarnych w 2002 i w 2007 uzyskiwał mandat posła do Zgromadzenia Narodowego. W marcu 2008 powierzono mu stanowisko sekretarza stanu ds. terytoriów zamorskich. W czasie pełnienia przez niego tej funkcji wybuchły zamieszki na Karaibach. Yves Jégo udał się w lutym 2009 na negocjacje w tamten region, nie doprowadził jednak do zażegnania kryzysu, a wobec narastającej krytyki został odwołany do kraju. W czerwcu tego samego roku odszedł z rządu. Wstąpił w 2009 do Partii Radykalnej, stając się jednym z wiceprzewodniczących tego ugrupowania, a dwa lata później zrezygnował z członkostwa w UMP. W wyborach parlamentarnych w 2012 uzyskał poselską reelekcję.
W kwietniu 2014 po rezygnacji Jeana-Louisa Borloo został p.o. przewodniczącego Unii Demokratów i Niezależnych. Pełnił tę funkcję do listopada 2014, bez powodzenia ubiegał się o przywództwo w UDI. W 2017 ponownie wybrany do niższej izby francuskiego parlamentu, w 2018 zrezygnował jednak z mandatu.